# Cesar Polanco
Cesar Polanco est un boxeur dominicain né le 29 novembre 1967 à Santiago de los Caballeros.

## Carrière
Passé professionnel en 1983, il devient champion du monde des poids super-mouches IBF le 15 février 1986 après sa victoire aux points contre l'indonésien Ellyas Pical mais perd ce titre lors du combat revanche par KO au 3e round le 5 juillet 1986. Polanco met un terme à sa carrière en 1993 sur un bilan de 33 victoires, 4 défaites et 1 match nul.